# Bahnstrecke Newport Junction–Dover-Foxcroft
| Gesellschaft: | zuletzt Guilford     |                                              |                                              |
| Streckenlänge: | 47,5 km              |                                              |                                              |
| Spurweite: | 1435 mm (Normalspur) |                                              |                                              |
| |                      |                                              |                                              |
| Gleise: | 1                    |                                              |                                              |
| \| \| \| \| \| \| \| \| von Cumberland \| \| \| \| 0,0 \| Newport Junction ME \| Newport Junction ME \| \| \| \| nach Bangor \| \| \| \| ca. 4 \| Camp Benson ME \| Camp Benson ME \| \| \| 11,4 \| Corinna ME \| Corinna ME \| \| \| ca. 15 \| Bismarck ME (früher Lincolns, Lincoln Mills) \| Bismarck ME (früher Lincolns, Lincoln Mills) \| \| \| ca. 18½ \| Moody ME (früher Moodys Mills) \| Moody ME (früher Moodys Mills) \| \| \| 24,8 \| Dexter ME \| Dexter ME \| \| \| ca. 32 \| Silvers Mills ME \| Silvers Mills ME \| \| \| ca. 36 \| West Dover ME \| West Dover ME \| \| \| ca. 38½ \| Starbirds ME (früher Sand Hills) \| Starbirds ME (früher Sand Hills) \| \| \| \| Piscataquis River \| \| \| \| \| von Greenville \| \| \| \| 46,9 \| Foxcroft ME (alter Endbf. bis ca. 1920) \| Foxcroft ME (alter Endbf. bis ca. 1920) \| \| \| 47,5 \| Dover-Foxcroft ME Union Station \| Dover-Foxcroft ME Union Station \| \| \| \| nach Old Town \| \| |                      |                                              |                                              |
| |                      |                                              |                                              |
| Strecke |                      | von Cumberland                               | von Cumberland                               |
| Dienststation / Betriebs- oder Güterbahnhof | 0,0                  | Newport Junction ME                          | Newport Junction ME                          |
| Abzweig ehemals geradeaus, nach rechts und ehemals von rechts |                      | nach Bangor                                  | nach Bangor                                  |
| Haltepunkt / Haltestelle (Strecke außer Betrieb) | ca. 4                | Camp Benson ME                               | Camp Benson ME                               |
| Bahnhof (Strecke außer Betrieb) | 11,4                 | Corinna ME                                   | Corinna ME                                   |
| Haltepunkt / Haltestelle (Strecke außer Betrieb) | ca. 15               | Bismarck ME (früher Lincolns, Lincoln Mills) | Bismarck ME (früher Lincolns, Lincoln Mills) |
| Haltepunkt / Haltestelle (Strecke außer Betrieb) | ca. 18½              | Moody ME (früher Moodys Mills)               | Moody ME (früher Moodys Mills)               |
| Bahnhof (Strecke außer Betrieb) | 24,8                 | Dexter ME                                    | Dexter ME                                    |
| Haltepunkt / Haltestelle (Strecke außer Betrieb) | ca. 32               | Silvers Mills ME                             | Silvers Mills ME                             |
| Bahnhof (Strecke außer Betrieb) | ca. 36               | West Dover ME                                | West Dover ME                                |
| Haltepunkt / Haltestelle (Strecke außer Betrieb) | ca. 38½              | Starbirds ME (früher Sand Hills)             | Starbirds ME (früher Sand Hills)             |
| Brücke über Wasserlauf (Strecke außer Betrieb) |                      | Piscataquis River                            | Piscataquis River                            |
| Abzweig geradeaus und von links (Strecke außer Betrieb) |                      | von Greenville                               | von Greenville                               |
| Bahnhof (Strecke außer Betrieb) | 46,9                 | Foxcroft ME (alter Endbf. bis ca. 1920)      | Foxcroft ME (alter Endbf. bis ca. 1920)      |
| Bahnhof (Strecke außer Betrieb) | 47,5                 | Dover-Foxcroft ME Union Station              | Dover-Foxcroft ME Union Station              |
| Strecke (außer Betrieb) |                      | nach Old Town                                | nach Old Town                                |

Die Bahnstrecke Newport Junction–Dover-Foxcroft ist eine Eisenbahnstrecke in Maine (Vereinigte Staaten). Sie ist 47,5 Kilometer lang. Die normalspurige Strecke ist stillgelegt und abgebaut.

## Geschichte
Die Industrieorte Corinna und Dexter strebten in den 1850er Jahren nach einem Eisenbahnanschluss. Außerdem bot sich der Bau einer Strecke auch für die Forstwirtschaft an, die in diesem Gebiet aktiv war. Als Verknüpfungsstelle war Newport vorgesehen, wo die Hauptstrecke der Maine Central Railroad (MEC) entlangführte. Da diese Strecke in Kolonialspur (1676 mm) gebaut worden war, entschied sich auch die bereits 1853 gegründete Dexter and Newport Railroad für diese Spurweite. Erst 1868 wurde jedoch die Bahn gebaut und am 25. November des Jahres feierlich eröffnet. Mit Betriebsaufnahme am 1. Dezember pachtete die Maine Central die Bahn und führte den Betrieb. 1871 wurde die Bahnstrecke zusammen mit der MEC-Hauptstrecke auf Normalspur umgebaut.
Nach Fertigstellung der Bahnstrecke Old Town–Greenville 1884 strebte die Maine Central eine Verbindung mit dieser Bahnstrecke an, um Züge ohne den Umweg über Bangor an den Moosehead Lake führen zu können. Hierzu wurde 1888 die Dexter and Piscataquis Railroad gegründet, die die Bahnstrecke über Dexter hinaus bis Dover-Foxcroft verlängerte. Die Erweiterung wurde im Dezember 1889 fertiggestellt und 1890 der Betrieb aufgenommen. Zeitweise verkehrten im Sommer durchgehende Züge nach Greenville. Da aus Platzgründen eine direkte Verlängerung der Strecke in Dexter nicht möglich war, schloss man die neue Strecke einige Meter südlich des Bahnhofs an, baute einen neuen Personenbahnhof und wandelte den alten Endbahnhof in einen Güterbahnhof um.
In Dover-Foxcroft hatte die Strecke anfangs einen eigenen Endbahnhof, der jedoch um 1920 aufgegeben wurde. Gemeinsam mit der Bangor and Aroostook Railroad baute die Maine Central die Union Station, die ab dieser Zeit als Endbahnhof genutzt wurde.
Etwa 1933 verkehrte der letzte Personenzug über die Strecke. Nachdem die Maine Central in Konkurs gehen musste, erwarb die Guilford Transportation 1981 die Bahnstrecke. 1986 endete der Güterverkehr und die Strecke wurde vier Jahre später stillgelegt und abgebaut. Heute gehört die Trasse dem Staat Maine, der einen Wanderweg auf der ehemaligen Bahnstrecke unterhält.

## Streckenbeschreibung
Die Strecke zweigt in einem Gleisdreieck am Bahnhof Newport Junction ab und führt nordwärts am Westufer des Sebasticook Lake entlang. Nördlich des Sees durchquert sie dann die Stadt Corinna und verläuft weiter nordwärts bis Dexter. Zunächst entlang des Ostufers des Lake Wassookeag führt die Trasse weiter kurvenreich in Richtung Nordosten und überquert kurz vor dem Endbahnhof Dover-Foxcroft den Piscataquis River.

## Anhang